# Urraca Fernández
Urraca Fernández, född 900-talet, död 1007, var drottning av León 951-962 som gift med Ordoño III av León och Ordoño IV av León, och en drottning av Pamplona (Navarra) 970-994 som gift med kung Sancho II av Pamplona.
Hon var regent i grevskapet Aragonien åt sin son Gonzalo Sánchez av Aragonien cirka 996-997, och regerade Navarra tillsammans med sin svärdotter Jimena Fernández under sin sonson Sancho III av Pamplonas omyndighet från 1004. 
Hon var dotter till greve Fernán González av Kastilien och Sancha Sánchez av Pamplona (Navarra).